# Dark Crimes
Dark Crimes è un film del 2016 diretto da Alexandros Avranas.
La pellicola trae spunto da un articolo pubblicato dal giornalista del The New Yorker, David Grann.

## Trama
Tadek è "l'ultimo poliziotto onesto della Polonia" e vuole coronare la propria carriera con un ultimo successo. Indaga infatti un caso irrisolto, di alcuni anni prima: il brutale omicidio dell'abituale frequentatore di un club BDSM, The Cage. Tadek nota che vi si è recato spesso anche lo scrittore, Kozlow, che in un romanzo ha raccontato un omicidio pressoché identico. Partendo proprio dal testo letterario, il detective indaga lo scrittore e la sua compagna Kasia, che è una ex ragazza del The Cage. L'indagine è però malvista dai superiori di Tadek, che preferirebbero se ne andasse in pensione in fretta, così come non è supportata dalla glaciale famiglia di lui, trascinata in un baratro dall'ossessione dell'uomo. Kozlow infatti accusa Tadek di perseguitarlo, alzando la posta in gioco della sfida e facendone una questione personale.

## Promozione
Il primo trailer in lingua originale viene diffuso l'11 aprile 2018. Il trailer in lingua italiana viene pubblicato solo il primo agosto dello stesso anno.

## Distribuzione
L'anteprima mondiale del film è avvenuta durante il Warsaw International Film Festival il 12 ottobre 2016, mentre l'uscita del film nelle sale cinematografiche statunitensi è avvenuta il 18 maggio 2018. Il film è uscito nelle sale italiane il 6 settembre 2018.

## Accoglienza
Dark Crimes è stato stroncato dalla critica. Sul sito aggregatore di recensioni Rotten Tomatoes il film detiene un raro indice di gradimento dello 0%, basato su 35 recensioni professionali e con una valutazione media di 2,56 su 10. Il consenso critico del sito recita: "Dark Crimes è un thriller meccanico e spiacevole che non riesce a riprodurre la sua avvincente storia vera e una performance impegnata di Jim Carrey in brividi anche modesti". Su ScreenMovie il film a causa di una regia minimalista e ruvida, caratterizzata da frequenti inquadrature fisse, risulta freddo; torbido; e a tratti noioso. Dark Crimes, nonostante le buone premesse iniziali, sembra non decollare mai a causa di una sceneggiatura piatta, che trascina la pellicola in un tunnel stretto e senza via di uscita."